# Escarpament Nguruman
L'escarpament Nguruman és un escarpament situat al sud de Kenya.
El penya-segat té uns 50 km de llarg i s'estén en direcció nord-oest. El seu límit nord és a uns 120 km al sud-oest de Nairobi, mentre que l'extrem sud és a prop de la frontera amb Tanzània, a la cantonada nord-oest del llac Natron. L'escarpament forma la paret occidental del Gran Vall del Rift. A sota hi ha les vastes planes i els turons volcànics de la Gran Vall del Rift i, en la distància, es troben el llac Magadi i el llac Natron.
El fons de la vall es troba aproximadament a uns 900 metres sobre el nivell del mar, mentre que l'elevació de la cresta del penya-segat és d'aproximadament 2300 metres.
El riu Southern Ewaso Ng'iro flueix cap al sud al llarg del peu de l'escarpament, mentre que Loita Hills es troben a l'oest de l'escarpament.
El Shompole Conservancy és al costat de l'escarpament Nguruman.